# James Woodhouse (Chemiker)

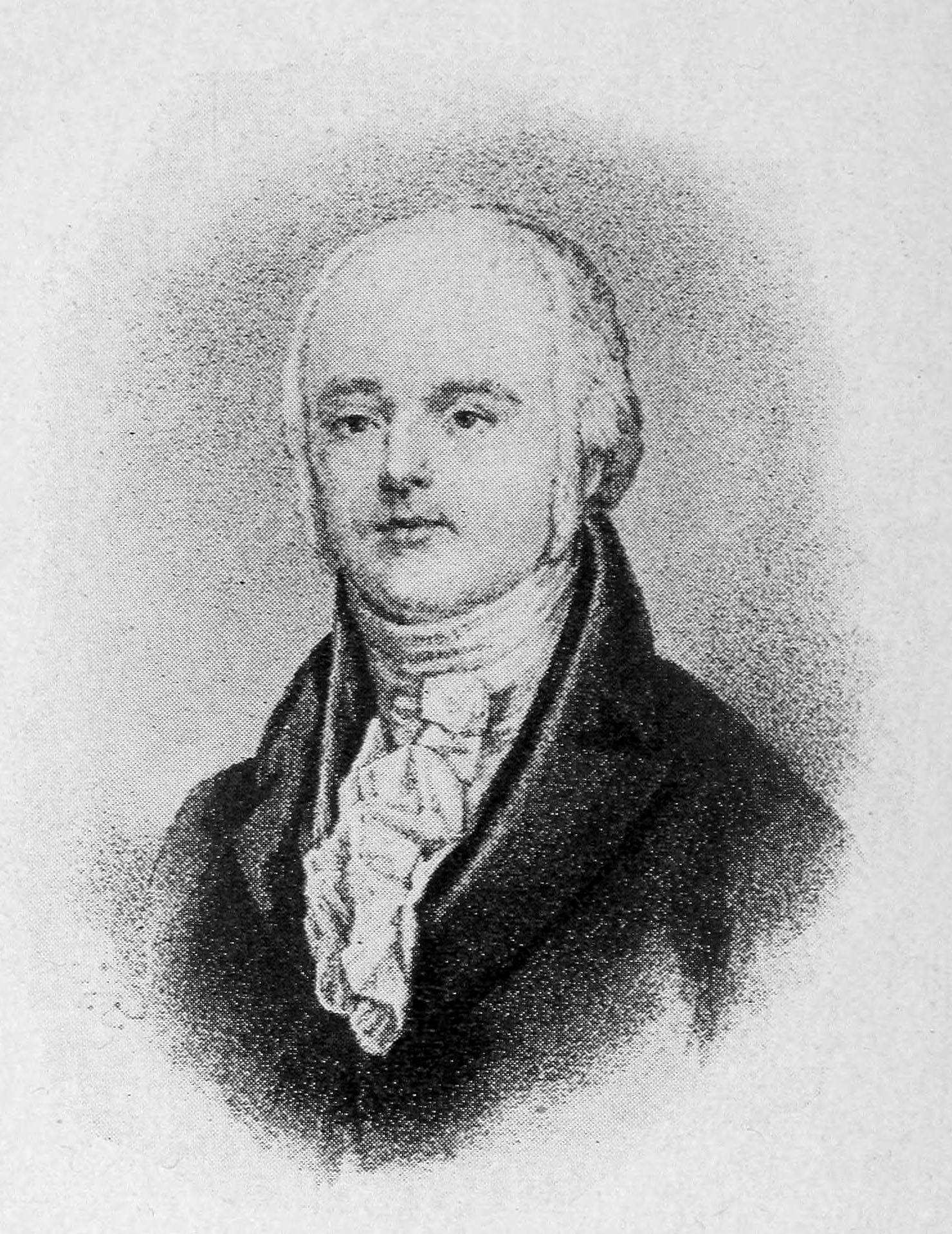
James Woodhouse

James Woodhouse (* 17. November 1770 in Philadelphia, Province of Pennsylvania; † 4. Juni 1809 ebenda) war ein US-amerikanischer Arzt und Chemiker.
Woodhouse studierte an der University of Pennsylvania mit dem Bachelor-Abschluss 1787 sowie dem Master-Abschluss 1790 und wurde 1792 in Medizin promoviert (On the Chemical and Medicinal Properties of the Persimmon Tree and the Analysis of Astringent Vegetables). Er war als Mediziner ein Schüler von Benjamin Rush. In dieser Zeit interessierte er sich vor allem für pharmazeutische Chemie und Anwendungen der Chemie in der Medizin. Er diente 1791 als Militärarzt in der Expedition von General Arthur St. Clair gegen Indianerstämme. 1795 wurde er Professor für Chemie an der University of Pennsylvania als Nachfolger von James Hutchinson, nachdem Joseph Priestley abgelehnt hatte. Er starb an Apoplexie 1809 (möglicherweise verursacht durch eine Kohlenmonoxid-Vergiftung während seiner Laborexperimente mit Kohle, es herrschte damals ein sehr heißer Sommer). Sein Nachfolger war John Redman Coxe. Woodhouse half die Chemie in den USA als akademische Disziplin zu etablieren und unterrichtete eine Generation amerikanischer Chemiker.
Er war als Gegner der Phlogiston-Theorie bekannt, demonstrierte das anhand von Experimenten und veröffentlichte dazu in den Transactions der American Philosophical Society. Damit war er auch ein Gegner von Joseph Priestley, der Anhänger der Phlogiston-Theorie war und häufig das Universitätslabor in Philadelphia aufsuchte. Dank Woodhouse und anderen konnte die Phlogiston-Theorie in den USA erledigt werden.
Er demonstrierte die Überlegenheit der Anthrazitkohle in Pennsylvania gegenüber anderer Kohle (wie der bituminösen Kohle aus Virginia), stellte metallisches Kalium rein dar durch Reduktion mit Kohlenstoff, analysierte Mineralien (und Basalt), Stärke und die Herstellung von Brot und die Reaktion von Metallen mit Salpetersäure.
Er gab eine Übersetzung der Elemente der Chemie von Jean-Antoine Chaptal heraus (1807) und amerikanische Ausgaben von James Parkinsons Chemical Pocket-Book (1802) und Samuel Parkes’ Chymical Catechism (1807). Seine Untersuchungen über die Chemie von Naturstoffen in Pflanzen veröffentlichte er als  Observations on the Combinations of Acids, Bitters and Astringents (1793) und Experiments and Observations in the Vegetation of Plants (1802). Sein eigener Young Chemists Pocket Companion war einer der ersten Chemiebücher mit Laboranleitungen für Studenten.
Woodhouse war seit 1796 Mitglied der American Philosophical Society und gründete 1792 die Chemical Society of Philadelphia, deren Präsident er bis zu seinem Tod war. Die Gesellschaft hatte ein eigenes Labor und veröffentlichte Abhandlungen über die Analyse von Erzen, Mineralien und Böden. Sie erlosch allerdings mit seinem Tod. 1811 gründete James Cutbush die Columbian Chemical Society.
Zu seinen Schülern gehörte Robert Hare. Weitere bekannte Chemiker im damaligen Philadelphia waren Adam Seybert und Benjamin Smith Barton.

## Schriften
- Young Chemist’s Pocket-Companion  1797